# Kerk van Ransäter
De kerk van Ransäter is een kerk in de Zweedse plaats Ransäter. De huidige kerk werd geopend in 1986.
De originele houten kerk kerk uit de 17e eeuw werd gebouwd naar initiatief van moleneigenaar Johan Börjesson Carlberg. Deze kerk brandde in 1983 af. De huidige kerk werd gebouwd onder leiding van architect Jerk Alton en is een nabootsing van de oude kerk, maar dan iets ingetogener. De nieuwe kerk werd geopend in 1986. Het orgel in de kerk werd gebouwd in 1988.
Op het Kerkhof zijn de Zweedse oud minister-president Tage Erlander en zijn vrouw, Aina Erlander, begraven.